# Aleurites moluccanus
Aleurites moluccanus (L.) Willd., 1805 è un albero della famiglia delle Euforbiacee.

## Usi
I semi di Aleurites moluccanus sono noti come noci delle Molucche, e sono utilizzati per l'estrazione di olio a uso industriale o cosmetico, chiamato olio di kukui.